# 雨花区政府駅
雨花区政府駅（うかくせいふえき）は、中華人民共和国湖南省長沙市雨花区にある5号線の駅である。

## 駅構造
- 1号線：島式ホーム1面

## 駅周辺
- 香樟路
- 雨花区人民政府
- 雨花市民広場